# Sipinggan
Sipinggan is een bestuurslaag in het regentschap Deli Serdang van de provincie Noord-Sumatra, Indonesië. Sipinggan telt 694 inwoners (volkstelling 2010).